# La cuarta parte del libro de Primaleón
La cuarta parte del libro de Primaleón o Darineo de Grecia es un libro de caballerías italiano, obra del prolífico escritor Mambrino Roseo. Se publicó en Venecia en 1560, en la imprenta de Michele Tramezzino, con el título La quarta parte del libro di Primaleone. Novamente ritrovata & aggiunta, tratta da gli antichi Annali de gli Imperadori di Grecia nella lingua Italiana. Fue dedicada a Silvia Boiarda, condesa de Scandiano. Se divide en 73 capítulos. 
Es una continuación del libro de caballerías español Primaleón de Francisco Vázquez, segunda obra del famoso ciclo caballeresco de los Palmerines, iniciado con el Palmerín de Oliva en 1511. Primaleón, que estaba dividido en tres libros en su versión publicada en Italia (Venecia, 1533, por Francisco Delicado), fue traducido al italiano por el mismo Mambrino Roseo, y publicado en Venecia en 1560, casi simultáneamente con esta Cuarta parte.

## Argumento
En la obra se relatan las aventuras del príncipe Darineo de Grecia, hijo primogénito del emperador Primaleón y su esposa Gridonia, que en su primera infancia es un niño muy enfermizo. Para salvarle la vida, una sabia llamada Eurania, reina de la Ínsula Sirena, se lo lleva de Constantinopla y advierte a sus padres que la vida de Darineo corre grave peligro a menos que se mantenga alejado de Grecia hasta llegar a los cuarenta años. Lo lleva su propio reino, donde se cría con su hija Sirena, de la cual se enamora al llegar a la adolescencia y que le corresponde. Es armado caballero por Gilandro, rey del Cáucaso, y poco después parte de la Ínsula, llamándose el Caballero de la Sirena, para combatir con unos gigantes y liberar del cautiverio al propio rey Gilandro. Posteriormente, va a Francia, donde vence en singular combate al duque de Bretaña y una doncella llamada Ricarda se enamora de él. Protagoniza después un sinnúmero de aventuras, así como un amorío con una doncella llamada Aliandra, con la que engendra un hijo. Al final de la obra se casa con su amada Sirena y son proclamados como reyes de la Ínsula Sirena.
La obra ha sido pormenorizadamente estudiada por Giulia Montresor en su tesis en la Universidad de Estudios de Verona L'isole dell'avventura. La quarta parte del libro di Primaleone.

## Reimpresiones
La obra resultó popular, ya que fue reimpresa cuatro veces más, todas en Venecia, por los impresores Domenico Farri (1573), Cornelio Arrivabene (1584), Giovanni Battista Bonfadino (1597) y Lucio Spineda (1608). Se publicó además en francés en 1583, en inglés en 1598 y en neerlandés en 1619.

## Continuación
En las líneas finales del último capítulo del Darineo de Grecia, Mambrino Roseo anunció una continuación, en la que se narrarían los hechos de un hijo extramatromonial de Darineo y la doncella Aliandra:
"Parió a su tiempo Aliandra un niño de gran belleza llamado Dariandro, que fue tal como Rufo había predicho, y como mostrará el segundo libro de este príncipe, que va en la adjunta del libro de Platir en el modo que se dirá, y después (Darineo) la casó con un rico y gran duque contiguo a su reino. Después, habiendo llamado Darineo a los principales del reino, les dijo cuanto el nigromante le dijera, y nombró gobernador del reino al caballero de las armas doradas, plenamente avisado, y no pasaron después seis meses cuando, habiendo ido el rey con la reina de caza, y perdidos de los demás, fueron presos en una nube y llevados por los aires a donde se dirá a su tiempo, y dejaron en su pueblo gran deseo de volverlos a ver muy pronto, según se les había predicho."
Efectivamente, Roseo continuó la acción del Darineo de Grecia en la Segunda parte de Platir, publicada en Venecia en el mismo año de 1560.